# Mistrzostwa Ameryki Środkowej i Karaibów w Lekkoatletyce 1995
15. Mistrzostwa Ameryki Środkowej i Karaibów w Lekkoatletyce – zawody lekkoatletyczne, które odbyły się w dniach 14-16 lipca 1995 w Gwatemali.

## Rezultaty

### Mężczyźni
| Konkurencja                   | 1. miejsce                        | Wynik    | 2. miejsce                                                               | Wynik    | 3. miejsce                                                             | Wynik    |
| ----------------------------- | --------------------------------- | -------- | ------------------------------------------------------------------------ | -------- | ---------------------------------------------------------------------- | -------- |
| Bieg na 100 m                 | Obadele Thompson                  | 10,18    | Joel Isasi                                                               | 10,29    | Jaime Barragán                                                         | 10,41    |
| Bieg na 200 m                 | Obadele Thompson                  | 20,49    | Percy Spencer                                                            | 20,79    | Jorge Aguilera                                                         | 20,91    |
| Bieg na 400 m                 | Eswort Coombs                     | 45,29    | Orville Taylor                                                           | 45,37    | Jorge Crusellas                                                        | 45,65    |
| Bieg na 800 m                 | Mario Watson                      | 1:46,88  | Alex Morgan                                                              | 1:47,52  | Alain Miranda                                                          | 1:47,72  |
| Bieg na 1500 m                | José López                        | 3:50,5   | Amado Ramos                                                              | 3:51,8   | Héctor Torres                                                          | 3:52,2   |
| Bieg na 5000 m                | Sergio Jiménez                    | 14:32,68 | Miguel del Valle                                                         | 14:34,94 | Luis Cadet                                                             | 14:44,37 |
| Bieg na 10 000 m              | Marcos Villa                      | 29:44,16 | Víctor Rodríguez                                                         | 29:55,34 | José Morales                                                           | 30:14,99 |
| Półmaraton                    | José Luis Molina                  | 1:05:29  | Alberto Cuba                                                             | 1:06:13  | Marcos Villa                                                           | 1:06:46  |
| Bieg na 3000 m z przeszkodami | Rubén García                      | 8:52,91  | Romelio Bergolla                                                         | 9:15,89  | Gonzalo Vanegas                                                        | 9:17,41  |
| Bieg na 110 m przez płotki    | Erik Batte                        | 13,49    | Anier García                                                             | 13,71    | Matthew Love                                                           | 13,94    |
| Bieg na 400 m przez płotki    | José Pérez                        | 49,2     | Domingo Cordero                                                          | 49,5     | Mitchell Francis                                                       | 49,7     |
| Sztafeta 4 × 100 m            | Kuba b.d. · b.d. · b.d. · b.d.    | 39,07    | Barbados Obadele Thompson · Kirk Cummins · Achebe Hope · Wade Payne      | 39,49    | Kolumbia Llimy Rivas · Robinson Urrutia · Luis Vega · John Mena        | 39,65    |
| Sztafeta 4 × 400 m            | Jamajka b.d. · b.d. · b.d. · b.d. | 3:04,53  | Meksyk Arturo Espejel · Rymundo Escalante · Alberto Araujo · Juan Vallín | 3:05,88  | Gujana Winslow Hendriques · Roger Gill · Richard Jones · Orcen Newland | 3:09,17  |
| Chód na 20 km                 | Jorge Segura                      | 1:25:08  | Julio René Martínez                                                      | 1:25:10  | Héctor Moreno                                                          | 1:25:40  |
| Skok wzwyż                    | Marino Drake                      | 2,21     | Luis Soto                                                                | 2,15     | Alberto Juantorena Jr.                                                 | 2,12     |
| Skok o tyczce                 | Ángel García                      | 5,40     | Alberto Manzano                                                          | 5,40     | Edgar Díaz                                                             | 5,20     |
| Skok w dal                    | Elmer Williams                    | 7,67     | Jérôme Romain                                                            | 7,66     | Ellsworth Manuel                                                       | 7,65     |
| Trójskok                      | Jérôme Romain                     | 16,80    | Edward Manderson                                                         | 16,09    | Osiris Mora                                                            | 16,04    |
| Pchnięcie kulą                | Yojer Medina                      | 18,46    | Yosvany Obregón                                                          | 17,66    | Orlando Ibarra                                                         | 16,62    |
| Rzut dyskiem                  | Frank Bicet                       | 57,70    | Alfredo Romero                                                           | 52,54    | Orlando Ibarra                                                         | 47,24    |
| Rzut młotem                   | Yosvany Suárez                    | 69,68    | Eladio Hernández                                                         | 67,62    | Guillermo Guzmán                                                       | 66,84    |
| Rzut oszczepem                | Isbel Luaces                      | 74,78    | Juan de la Garza                                                         | 74,74    | Ramón González                                                         | 73,30    |
| Dziesięciobój                 | Eugenio Balanqué                  | 7719     | Yonelvis Águila                                                          | 7563     | Raúl Duany                                                             | 7174     |

### Kobiety
| Konkurencja                | 1. miejsce                                                                 | Wynik    | 2. miejsce                                                                   | Wynik    | 3. miejsce                                                                               | Wynik    |
| -------------------------- | -------------------------------------------------------------------------- | -------- | ---------------------------------------------------------------------------- | -------- | ---------------------------------------------------------------------------------------- | -------- |
| Bieg na 100 m              | Heather Samuel                                                             | 11,31    | Eldece Clarke                                                                | 11,35    | Virgen Benavides                                                                         | 11,59    |
| Bieg na 200 m              | Nancy McLeón                                                               | 22,97    | Eldece Clarke                                                                | 23,04    | Heather Samuel                                                                           | 23,34    |
| Bieg na 400 m              | Idalmis Bonne                                                              | 50,95    | Revoli Campbell                                                              | 51,55    | Surella Morales                                                                          | 51,77    |
| Bieg na 800 m              | Ana Fidelia Quirot                                                         | 2:01,79  | Mardrea Hyman                                                                | 2:08,23  | Jeanette Castro                                                                          | 2:09,23  |
| Bieg na 1500 m             | Mardrea Hyman                                                              | 4:31,74  | Adriana Fernández                                                            | 4:31,84  | Lilia Pichardo                                                                           | 4:34,28  |
| Bieg na 5000 m             | Adriana Fernández                                                          | 16:34,3  | Lucía Mendiola                                                               | 16:39,7  | Iglandini González                                                                       | 17:09,6  |
| Bieg na 10 000 m           | Lucía Rendón                                                               | 35:12,37 | Iglandini González                                                           | 35:45,82 | Kriscia García                                                                           | 37:52,26 |
| Półmaraton                 | Emma Cabrera                                                               | 1:17:13  | Sonia Betancourt                                                             | 1:19:37  | Sergia Martínez                                                                          | 1:20:41  |
| Bieg na 100 m przez płotki | Oraidis Ramírez                                                            | 13,27    | Patrina Allen                                                                | 13,44    | Joyce Meléndez                                                                           | 13,57    |
| Bieg na 400 m przez płotki | Lency Montelier                                                            | 56,9     | Odalys Hernández                                                             | 57,6     | Flor Robledo                                                                             | 57,9     |
| Sztafeta 4 × 100 m         | Kuba Virgen Benavides · Idalmis Bonne · Idalia Hechavarría · Miriam Ferrer | 44,41    | Jamajka Peta-Gaye Reid · Tulia Robinson · Jennifer Powell · Maria Brown      | 45,27    | Portoryko Xiomara Davila · Eileen Torres · Heysha Ortiz · Elaine Torres                  | 45,28    |
| Sztafeta 4 × 400 m         | Kuba Nancy McLeón · Daimí Pernía · Idalmis Bonne · Julia Duporty           | 3:27,86  | Jamajka Revoli Campbell · Claudine Williams · Beverley Grant · Donette Whyte | 3:34,11  | Trynidad i Tobago Ayanna Hutchinson · Gabriella Edwards · Angela Joseph · Melissa DeLeon | 3:36,29  |
| Chód na 10 km              | Francisca Martínez                                                         | 47:37    | Rosario Sánchez                                                              | 48:18    | Liliana Bermeo                                                                           | 48:40    |
| Skok wzwyż                 | María del Carmen García                                                    | 1,80     | Niurka Lussón                                                                | 1,75     | Romary Rifka                                                                             | 1,75     |
| Skok w dal                 | Flora Hyacinth                                                             | 6,59     | Miladys Portuondo                                                            | 6,26     | Lissette Cuza                                                                            | 6,04     |
| Trójskok                   | Olga Cepero                                                                | 14,14    | Eloína Echevarría                                                            | 13,96    | Suzette Lee                                                                              | 13,67    |
| Pchnięcie kulą             | Belsy Laza                                                                 | 17,64    | Herminia Fernández                                                           | 17,17    | Touvia Boone                                                                             | 13,12    |
| Rzut dyskiem               | Olga Gómez                                                                 | 55,02    | Maricela Brestet                                                             | 53,96    | Verónica Peña                                                                            | 45,54    |
| Rzut młotem                | Norbi Balantén                                                             | 52,68    | Lidia de la Cruz                                                             | 48,68    | Elizabeth Sánchez                                                                        | 42,80    |
| Rzut oszczepem             | Sonia Bisset                                                               | 62,24    | María Caridad Álvarez                                                        | 60,32    | Zorobabelia Córdoba                                                                      | 46,80    |
| Siedmiobój                 | Magalys García                                                             | 6189     | Regla Cárdenas                                                               | 6052     | Zorobabelia Córdoba                                                                      | 5151     |

## Klasyfikacja medalowa
*   Gospodarz ( Gwatemala)
| Miejsce | Reprezentacja                        | Złoto | Srebro | Brąz | Razem |
| ------- | ------------------------------------ | ----- | ------ | ---- | ----- |
| 1       | Kuba                                 | 23    | 17     | 12   | 52    |
| 2       | Meksyk                               | 8     | 9      | 9    | 26    |
| 3       | Jamajka                              | 3     | 8      | 3    | 14    |
| 4       | Barbados                             | 2     | 1      | 0    | 3     |
| 5       | Wenezuela                            | 2     | 0      | 0    | 2     |
| 6       | Portoryko                            | 1     | 3      | 3    | 7     |
| 7       | Dominika                             | 1     | 1      | 0    | 2     |
| 8       | Antigua i Barbuda                    | 1     | 0      | 1    | 2     |
| 9       | Saint Vincent i Grenadyny            | 1     | 0      | 0    | 1     |
| 9       | Wyspy Dziewicze Stanów Zjednoczonych | 1     | 0      | 0    | 1     |
| 9       | Kostaryka                            | 1     | 0      | 0    | 1     |
| 12      | Bahamy                               | 0     | 2      | 0    | 2     |
| 13      | Kolumbia                             | 0     | 1      | 10   | 11    |
| 14      | Gwatemala*                           | 0     | 1      | 1    | 2     |
| 15      | Kajmany                              | 0     | 1      | 0    | 1     |
| 16      | Saint Kitts i Nevis                  | 0     | 0      | 1    | 1     |
| 16      | Trynidad i Tobago                    | 0     | 0      | 1    | 1     |
| 16      | Antyle Holenderskie                  | 0     | 0      | 1    | 1     |
| 16      | Salwador                             | 0     | 0      | 1    | 1     |
| 16      | Gujana                               | 0     | 0      | 1    | 1     |
| Razem   | Razem                                | 44    | 44     | 44   | 132   |